# 다쓰미역
다쓰미역(일본어: 辰巳駅)은 일본 도쿄도 고토구에 있는 역이다. 역 번호는 Y 23이다.

## 역 구조
섬식 승강장 1면 2선의 지하역. 대합실과 개찰구는 지하 2층, 승강장은 지하 3층에 있고 승강장과 개찰구를 연결하는 엘리베이터와 에스컬레이터가 설치되어 있다.
개찰구는 1곳만 있다.
| 1 | 유라쿠초 선 | 신키바 방면                                        |
| 2 | 유라쿠초 선 | 나가타초・이케부쿠로・와코 시・신린코엔・한노 방면 |

## 역 주변
- 도쿄 만
- 도쿄 다쓰미 국제수영장
- WOWOW 방송 센터
- 일본 적십자사
- 시노노메역
- 국도 제357호선

## 역사
- 1988년 6월 8일: 영업 개시.

## 인접역
| 도쿄 메트로 8호선       | 도쿄 메트로 8호선 | 도쿄 메트로 8호선 |
| ----------------------- | ----------------- | ----------------- |
| Y 22 도요스 와코시 방면 | 유라쿠초 선       | Y 24 신키바 방면  |